# Liste der Monuments historiques in Marimbault
Die Liste der Monuments historiques in Marimbault führt die Monuments historiques in der französischen Gemeinde Marimbault auf.

## Liste der Bauwerke
| Bezeichnung       | Beschreibung              | Standort | Kennzeichnung | Schutzstatus | Datum | Bild |
| ----------------- | ------------------------- | -------- | ------------- | ------------ | ----- | ---- |
| Kirche St-Vincent | Erbaut im 12. Jahrhundert | (Lage)   | PA00083619    | Classé       | 1907  |      |